# مسابقات قهرمانی وزنه‌برداری نوجوانان اروپا (۲۰۱۶)
مسابقات قهرمانی وزنه‌برداری نوجوانان اروپا (۲۰۱۶) از ۱۰ سپتامبر تا ۱۷ سپتامبر ۲۰۱۶ در نووی تومیشل، لهستان برگزار شد.

## جدول مدال
| رتبه | کشور             | 1 | 2 | 3 | مجموع |
| ---- | ---------------- | - | - | - | ----- |
| ۱    | بلغارستان        | ۲ | ۲ | ۲ | ۶     |
| ۲    | رومانی           | ۲ | ۲ | ۰ | ۴     |
| ۳    | ارمنستان         | ۲ | ۱ | ۱ | ۴     |
| ۳    | اوکراین          | ۲ | ۱ | ۱ | ۴     |
| ۵    | روسیه            | ۱ | ۴ | ۳ | ۸     |
| ۶    | لهستان           | ۱ | ۲ | ۳ | ۶     |
| ۶    | ترکیه            | ۱ | ۲ | ۳ | ۶     |
| ۸    | جمهوری آذربایجان | ۱ | ۰ | ۱ | ۲     |
| ۹    | گرجستان          | ۱ | ۰ | ۰ | ۱     |
| ۹    | لتونی            | ۱ | ۰ | ۰ | ۱     |
| ۹    | اسپانیا          | ۱ | ۰ | ۰ | ۱     |
| ۱۲   | ایتالیا          | ۰ | ۱ | ۰ | ۱     |
| ۱۳   | ترکیه            | ۰ | ۰ | ۱ | ۱     |